# Nicola Abbagnano
Nicola Abbagnano est un philosophe italien, né le 15 juillet 1901 à Salerne (Campanie) et mort le 9 septembre 1990 à Milan (Lombardie).

## Biographie
Abbagnano fut professeur d'histoire de la philosophie à la Faculté philosophie et lettres de l'Université de Turin.

## Pensée
(avril 2009).
Si vous disposez d'ouvrages ou d'articles de référence ou si vous connaissez des sites web de qualité traitant du thème abordé ici, merci de compléter l'article en donnant les références utiles à sa vérifiabilité et en les liant à la section « Notes et références ».
Existentialiste, Nicola Abbagnano soutient dans ses deux principales œuvres (Esistenzialismo positivo, 1948, et Possibilità e Libertà, 1957) que le monde vrai est celui de nos actions et de nos passions.
Le cœur de sa théorie réside dans le refus de toute interprétation de l'existence en termes de nécessité et donc de toute forme de déterminisme social. Il substitue aux méthodes d'analyse déterministes ce qu'il appelle « l'horizon des possibles ». Soucieux de l'empirique, Nicola Abbagnano insiste sur le fait que l'analyse des rapports humains constitue un problème que ne saurait enfermer ou résoudre aucune théorie générale des sociétés ni aucune définition métaphysique de leur structure et de leur coexistence. Seule l'étude de toutes les formes que peut revêtir la concrétisation des rapports entre êtres humains permet d'aboutir à une analyse pertinente et légitime.
Une telle méthode, souvent comparée à l'approche empirique et historique de Franco Ferrarotti, induit l'examen de la multitude des modes d'organisation sociaux envisageables, et induit le rejet de toute analyse systématique, et de toute théorie générale. La pensée d'Abbagnano comporte le renoncement à une remontée en généralité destinée à permettre l'affirmation d'une théorie générale d'analyse des sociétés. En revanche, sa thèse contribue à redéfinir le rapport entre le sociologue et son objet de recherche.
Partie de l'existentialisme, la philosophie d'Abbagnano fut par la suite fortement influencée par sa rencontre avec John Dewey.

## Œuvres
- Le sorgenti irrazionali del pensiero, Naples, 1923
- Il problema dell'arte, Naples, 1925
- Il nuovo idealismo inglese e americano, Naples, 1927
- La filosofia di E. Meyerson e la logica dell'identità, Naples-Città di Castello, 1929
- Guglielmo di Ockham, Lanciano, 1931
- La nozione del tempo secondo Aristotele, Lanciano, 1933
- La fisica nuova. Fondamenti di una nuova teoria della scienza, Naples, 1934
- Il principio della metafisica, Naples, 1936
- La struttura dell'esistenza, Turin, 1939
- Introduzione all'esistenzialismo, Milan, 1942
- Filosofia religione scienza, Turin, 1947
- L'esistenzialismo positivo, Turin, 1948
- Possibilità e libertà, Turin, 1956
- Storia della filosofia, Turin, 1966
- Per o contro l'uomo, Milan, 1968
- Fra il tutto e il nulla, Milan, 1973
- Questa pazza filosofia ovvero l'Io prigioniero, Milan, 1979
- La saggezza della filosofia. I problemi della nostra vita, Milan, 1987
- Dizionario di filosofia, Turin, 1987

publications posthumes
- Ricordi di un filosofo, Marcello Staglieno (éd.), Milan, 1990
- Protagonisti e testi della Filosofia, Milan, 1990
- L'esercizio della libertà. Scritti scelti (1923-1988), B. Maiorca (éd.), Boni, Bologne, 1990
- Esistenza e metafisica (1936-1962), B. Maiorca (éd.), Milella, Lecce, 1997
- Scritti neoilluministici (1948-1965), B. Maiorca (éd.), Introduzione de Pietro Rossi et Carlo Augusto Viano, UTET, Turin, 2001